# Demodex canis
Demodex canis är en spindeldjursart som beskrevs av Franz von Leydig 1859. Demodex canis ingår i släktet Demodex och familjen Demodecidae. Inga underarter finns listade i Catalogue of Life.